# Kimmo Kylmäaho
Kimmo Kylmäaho (* 1962) ist ein ehemaliger finnischer Skispringer.
Kylmäaho gab am 3. März 1985 sein Debüt im Skisprung-Weltcup. Auf der Großschanze in Lahti sprang er dabei den 8. Platz und gewann so acht Weltcup-Punkte. Mit diesen Punkten belegte er am Ende der Weltcup-Saison 1984/85 den 49. Platz in der Weltcup-Gesamtwertung. Drei Jahre später, am 4. März 1988, sprang er erneut ein Weltcup-Springen in Lahti und wurde auf der Normalschanze am Ende 15. und gewann so einen weiteren Weltcup-Punkt. Es war jedoch sein letzter Weltcup. Nach der Saison beendete er seine aktive Skisprungkarriere.